# 플로레슈티구
플로레슈티구(루마니아어: Floreşti)는 몰도바 북동부에 위치한 구로 행정 중심지는 플로레슈티이며 면적은 1,108km2, 인구는 90,000명(2011년 기준)이다. 동쪽으로는 드니스테르강과 접하며 북쪽으로는 소로카 구, 북서쪽으로는 드로키아 구, 남쪽으로는 텔레네슈티 구, 남동쪽으로는 숄더네슈티 구, 서쪽으로는 슨제레이 구와 접한다.